# 레시틴

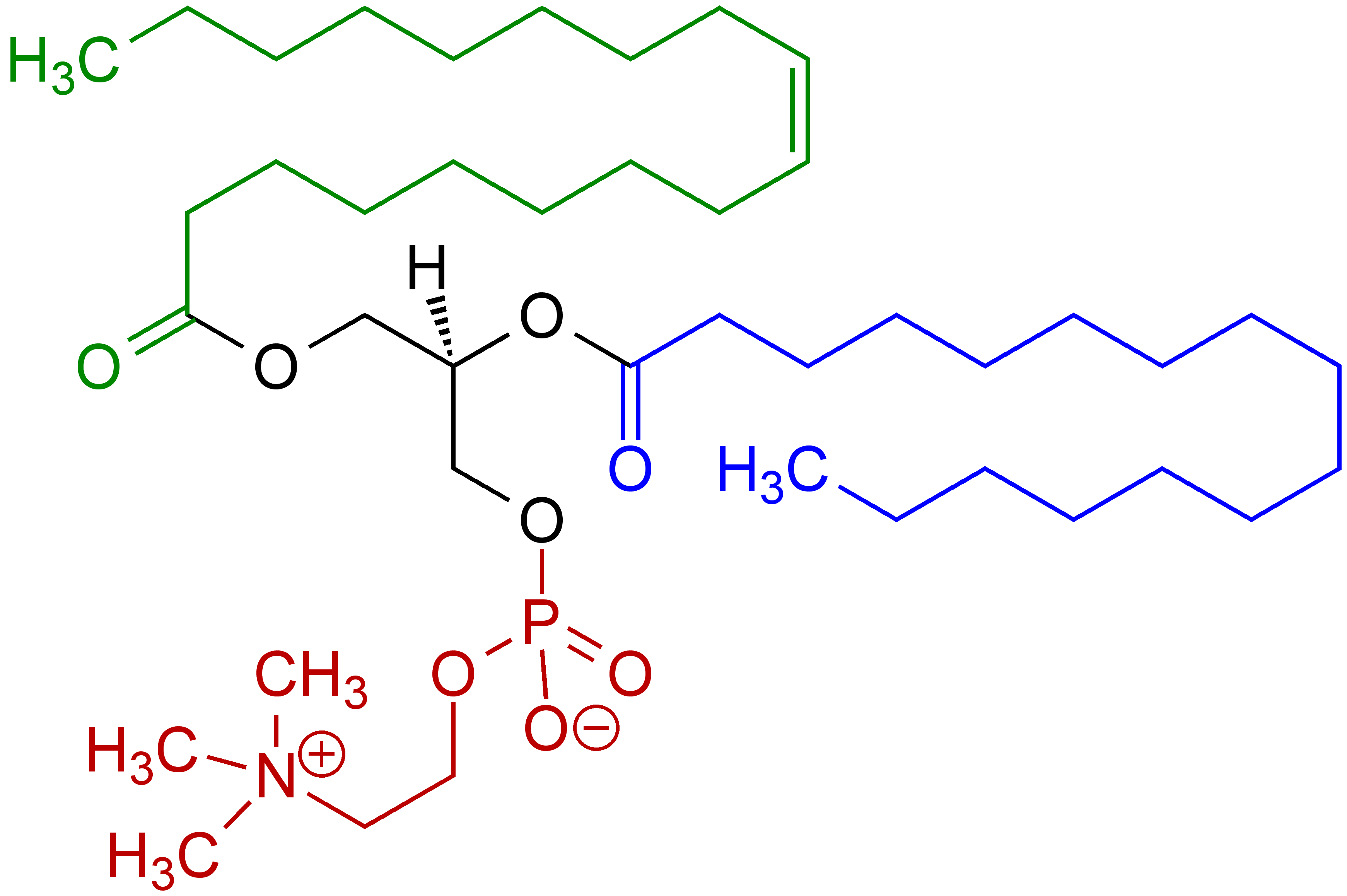
포스파티딜콜린의 한 예

레시틴(lecithin)은 인산, 콜린, 지방산, 글리세롤, 당지질, 트라이글리세라이드, 인지질로 구성된 동식물 조직에서 발생하는 황갈빛의 지방 물질군을 두루 가리키는 용어이다. (예: 포스파티딜콜린, 포스파티딜에탄올아민, 포스파티딜이노시톨)
레시틴은 1846년 프랑스의 화학자 시어도어 고블리가 분리해냈다. 1850년 그는 포스파티딜콜린(phosphatidylcholine)을 레시틴(léchithine)으로 명명했다.
고블리는 원래 레시틴을 달걀 노른자에서 분리하였는데(레키토스(λέκιθος)는 노른자를 가리키는 고대 그리스어 낱말) 1874년에 포스파티딜콜린의 완전한 화학식을 확립했다.
레시틴은 화학적(헥세인, 에탄올, 아세톤, 벤진 등)으로나 기계적으로 쉽게 분리가 가능하다. 일반적으로 콩, 달걀, 젖, 해산물, 유채, 목화씨, 해바라기와 같은 곳으로부터 구할 수 있다. 수용성은 낮은 편이지만 뛰어난 유화체이다.

## 효과
인지질의 일종으로 물과 기름을 섞게하는 유화 작용이 있어서 혈관벽에 들러붙은 지방을 녹여서 동맥경화를 예방한다.
또한 지방간 예방의 비타민이라고 부르는 콜린과 이노시톨이라는 성분이 있는데 , 고혈압과 동맥경화를 예방한다.  

## 참조
1. ↑  Gobley (1846) "Recherches chimiques sur le jaune d'œuf" (Chemical researches on egg yolk), Journal de Pharmacie et de Chemie, series 3, vol. 9, pages 81-91; on page 84, Gobley gives the proceedure by which he extracted and characterized lecithin.
2. ↑  Gobley (1850) Recherches chemiques sur les œufs de carpe (Chemical researches on carp eggs), Journal de Pharmacie et de Chemie, series 3, vol. 17, pages 401-430; see especially page 411: "Je propose de donner au premier le nom de Léchithine (de λεχιθος, jaune d'œuf), parce qu'on le rencontre en grande quantité dans le jaune d'œuf,..." (I propose to give the first [substance] the name "Lecithin" (from λεχιθος, egg yolk), because one finds it in large quantities in egg yolk,....)
3. ↑  Theodore Gobley "Sur la lécithine et la cérébrine";  Journal de Pharmacie et de Chimie 1874,t20, 98-103, 161-166". |제목=이(가) 없거나 비었음 (도움말)